# Víctor Sánchez Mata
Víctor Sánchez Mata (Rubí, 8 de setembre del 1987) conegut simplement com a Víctor Sánchez, és un exfutbolista professional català que jugava com a migcampista. Va ser internacional amb la selecció catalana.

## Carrera esportiva

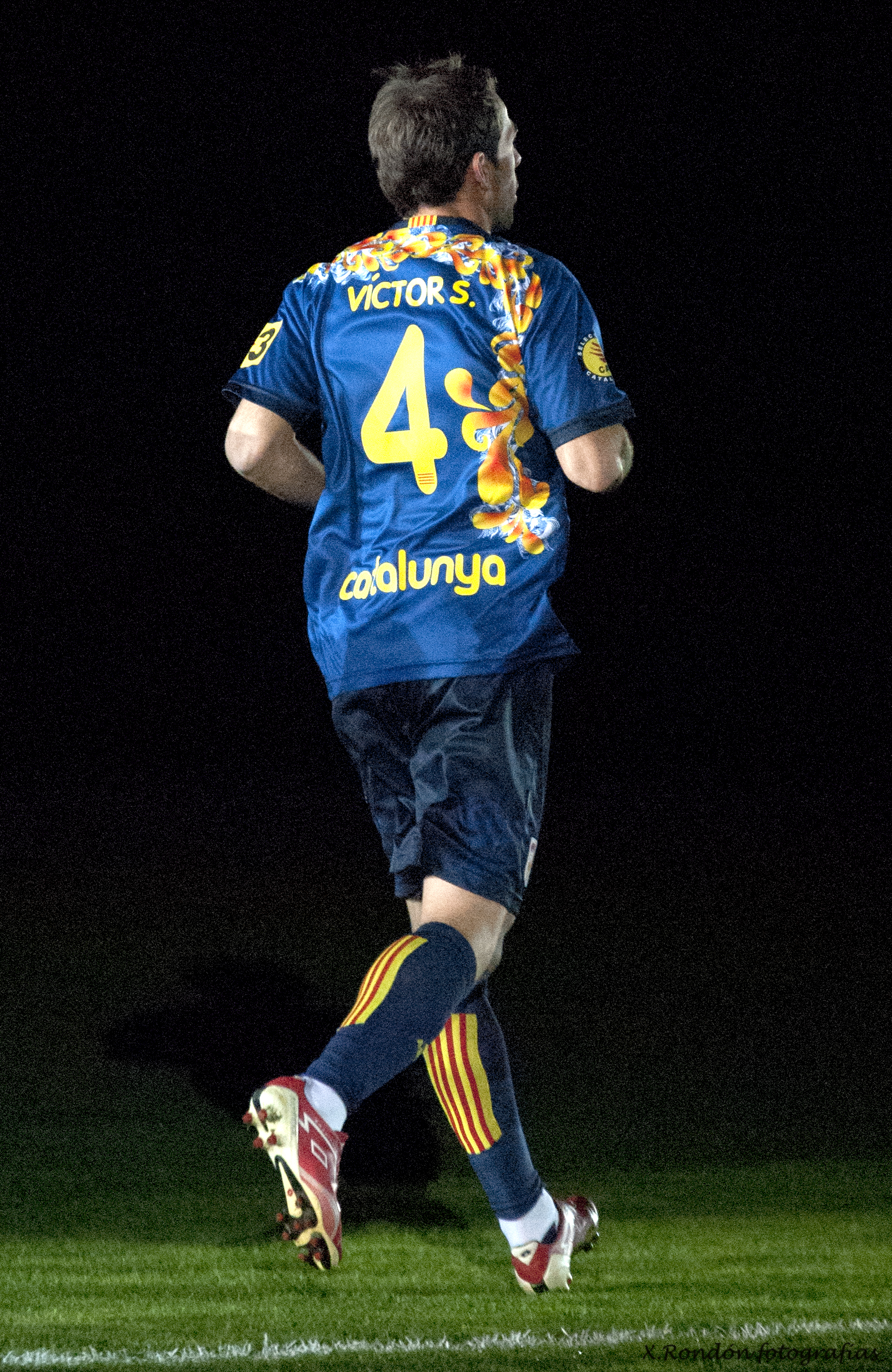
Víctor Sánchez amb la samarreta de la selecció catalana.

Format a les divisions inferiors del CE Europa i el FC Barcelona i cedit durant dues temporades al Xerez CD i el Getafe CF, va debutar amb el primer equip del Barça en el partit de tornada dels setzens de final de la Copa del Rei 2007-08 davant l'CE Alcoià.
El juliol de 2011 es va desvincular del FC Barcelona per signar un contracte de dos anys pel Neuchâtel Xamax de Suïssa. Els darrers minuts abans del tancament del mercat de fitxatges de 2012 va ser traspassat al RCD Espanyol, club amb què fa firmar un contracte de tres anys i mig.
El setembre de 2014 l'Espanyol va anunciar la renovació del jugador fins a la temporada 2017-18.
El 18 d'agost de 2020, després que l'equip baixés a segona, el jugador, de 33 anys, va deixar l'RCDE Stadium.

## Internacional

### Selecció catalana
El 3 de gener de 2013 va disputar amb la selecció catalana el Trofeu Catalunya Internacional 2012,  contra la selecció de Nigèria, un partit disputat a l'Estadi de Cornellà-El Prat, que va acabar en empat a 1.
El 30 de desembre de 2013 va disputar amb la selecció catalana el Trofeu Catalunya Internacional 2013, un partit contra la selecció de Cap Verd, un partit disputat a l'Estadi Olímpic Lluís Companys de Barcelona, que va acabar amb victòria de la selecció catalana per 4 gols a 1.
El 25 de març de 2019 va disputar amb la selecció catalana el partit contra Veneçuela, que va acabar amb victòria catalana per 2 a 1, a Montilivi.

## Clubs
- CE Europa (formació)
- Juvenils del FC Barcelona: 2005-2007
- FC Barcelona B: 2007-2008
- FC Barcelona: 2008-2011
- Xerez Club Deportivo: 2009-2010
- Getafe CF: 2010-2011
- Neuchâtel Xamax: 2011-2012
- RCD Espanyol: 2012-2020
- Western United: 2020/2021
- Girona FC: 2021/2022

## Palmarès

### Amb el FC Barcelona
- 1 Lliga de Campions (2008-09)
- 1 Primera divisió (2008-09)
- 1 Copa del Rei (2008-09)